# 2676 Aarhus
2676 Aarhus este un asteroid din centura principală. A fost descoperit de astronomul german Karl Wilhelm Reinmuth la observatorul Heidelberg din Germania la 25 august 1933. Numele îi provine de la Aarhus, un oraș danez.
1. 1 2 3  JPL Small-Body Database, accesat în 16 octombrie 2023